# 広今あきなだ高速
広今あきなだ高速株式会社（ひろいまあきなだこうそく）は、広島市南区宇品海岸に本社のある旅客船・バス会社である。瀬戸内海汽船の傘下。

## 沿革
- 1984年 - 瀬戸内海汽船と三友汽船の共同出資により、広島今治高速船株式会社を設立、瀬戸内海汽船の広島 - 今治航路（水中翼船）と三友汽船の広島 - 明石（大崎上島）在来旅客船航路を統合し、広島 - 今治高速船航路として運航開始。
- 2000年 - 安芸灘大橋開通に際し、高速バス会社の広島あきなだ高速株式会社を設立。
- 2002年 - 広島今治高速船と広島あきなだ高速が合併し広今あきなだ高速株式会社となる。
- 2006年11月30日 - 広島 - 今治航路を廃止し、定期航路から撤退。せと観光ボートの大長 - 今治航路（高速船）に移管。
- 2007年3月31日 - 高速バス：広島 - 大浦線の運行から撤退（同社担当便を瀬戸内産交に移管）・高速バス事業を廃止。
- 2007年5月末 - 貸切バス事業を廃止し、バス事業から撤退。

## 高速バス（準高速バス）路線
- 広島 - 蒲刈線
- 広島バスセンター - 八丁堀 - 広島駅 - 大学病院入口 - 広島女子大前 - 天応西条 - 呉駅前 - 四ツ道路 - 呉本通り四丁目 - 阿賀海岸通 - 先小倉 - 広支所 - 広交叉点 - 広駅前 - 東のりば - 西神町 - 小仁方 - 見戸代 - 三之瀬 - 向口 - 田戸東谷 - 田戸 - 蒲刈支所前（旧蒲刈町役場前） - 宮盛 - 小浜 - 大浦港
- 運行開始当初は、田戸までの運行。2002年10月10日に大浦港まで延長。
- 共同運行 : 呉市交通局（なお従来は広島電鉄，JRバス中国も共同運行を行っていた）

※：広今あきなだ高速のバス事業廃止に伴い、2007年3月31日をもって同社担当便は運行を終了し、2007年4月1日より瀬戸内産交に移管された。

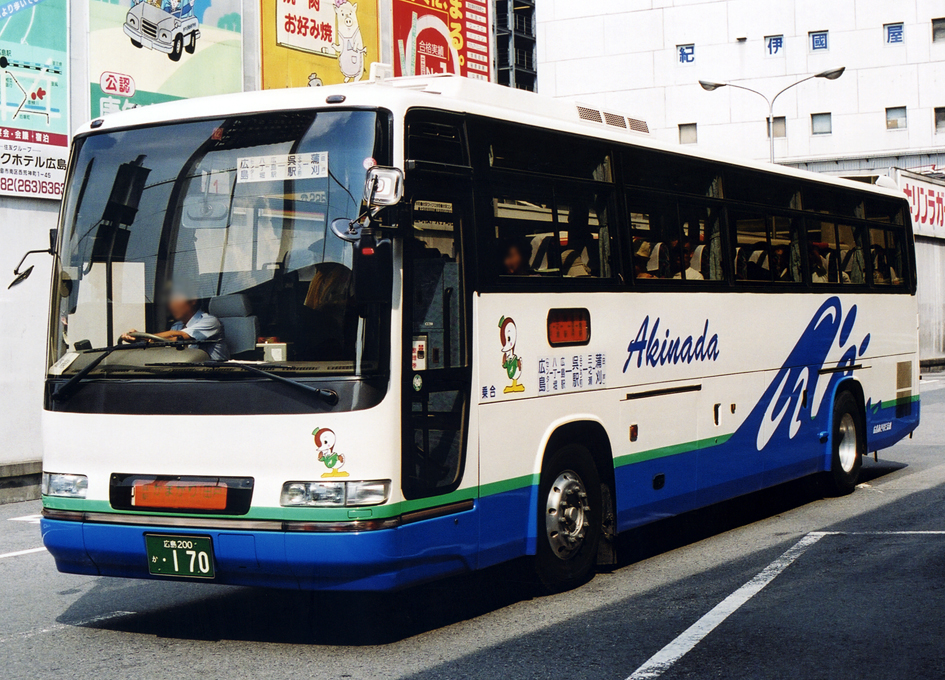
日野セレガ（広島あきなだ高速）
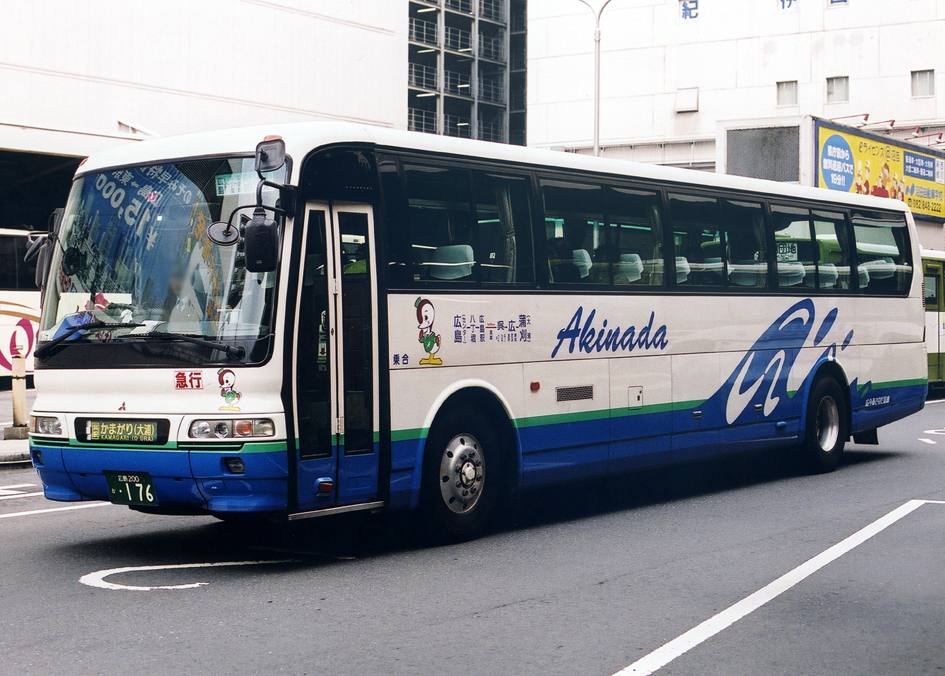
三菱ふそうエアロバス（広今あきなだ高速）
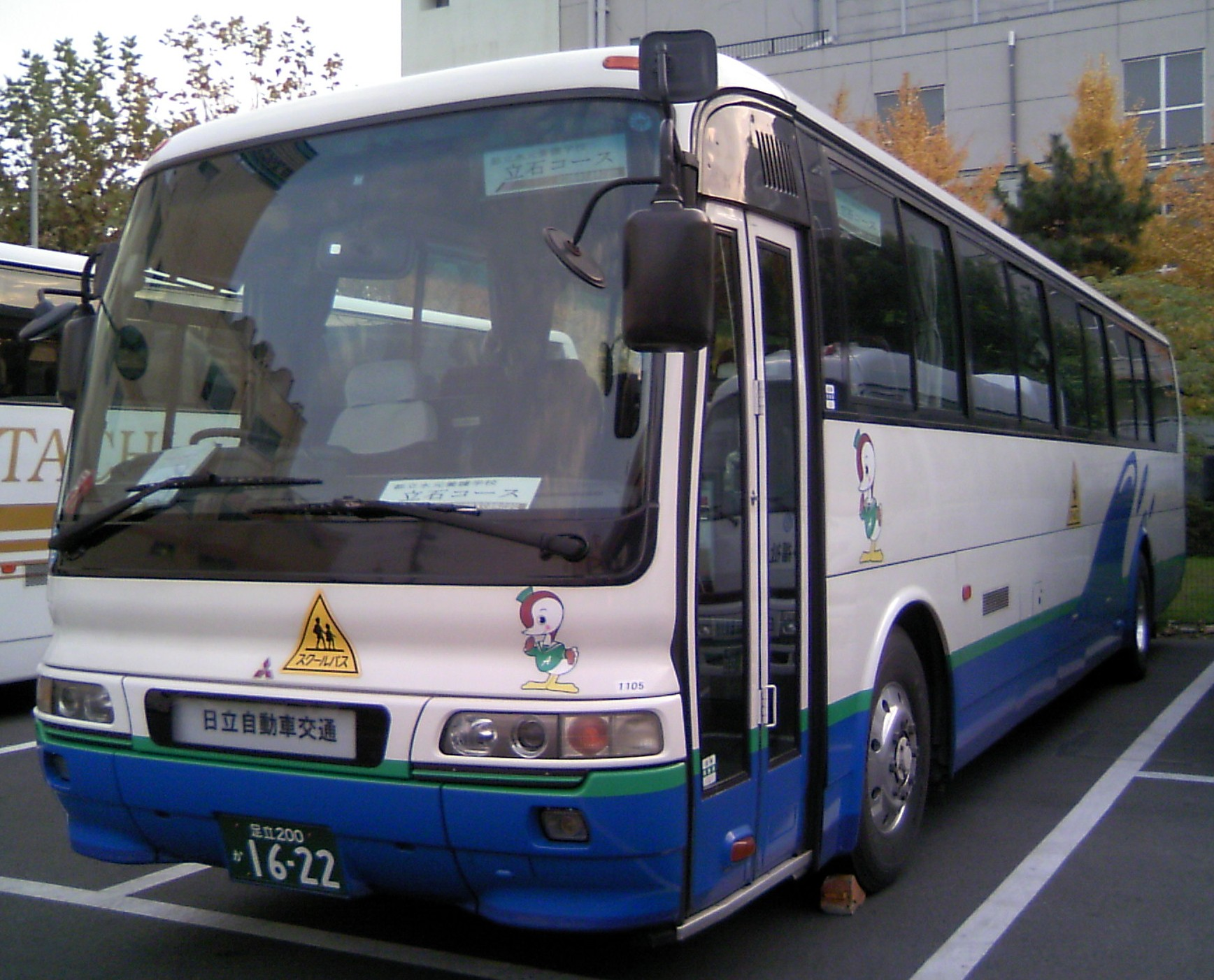
高速バス事業廃止後の東京での活躍風景

## 高速船

### 航路
- 広島港 - 呉港 - 宮盛港 - 豊島港 - 久比港 - 大長港 - 今治港
- 1984年9月1日運航開始、2006年11月30日廃止。

※：広今あきなだ高速の船舶事業廃止に伴い、2006年11月30日をもって運航を終了し、2006年12月1日より大長港 - 今治港間に短縮のうえせと観光ボートに移管された。

### 船舶

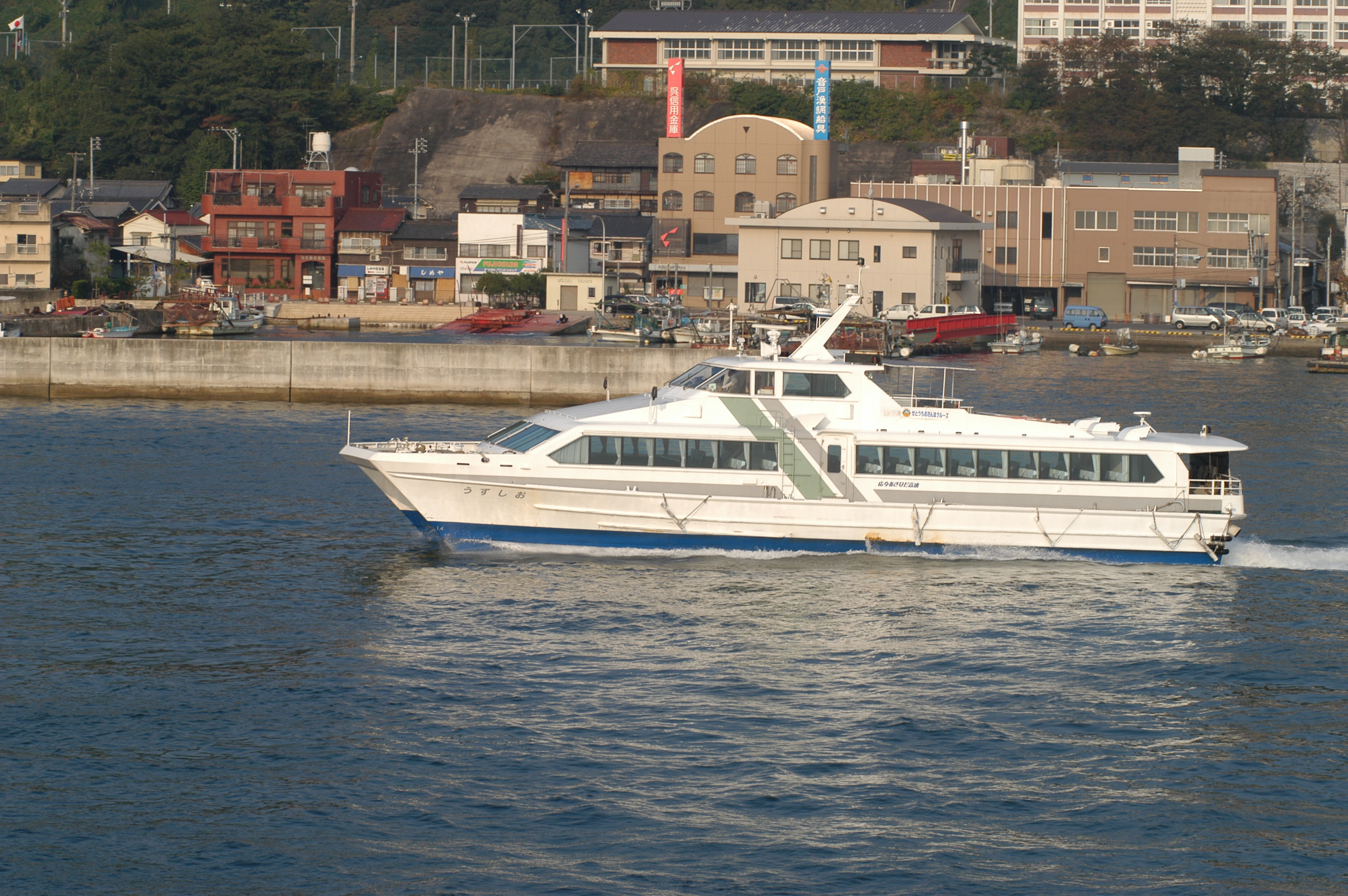
うずしお (音戸の瀬戸)
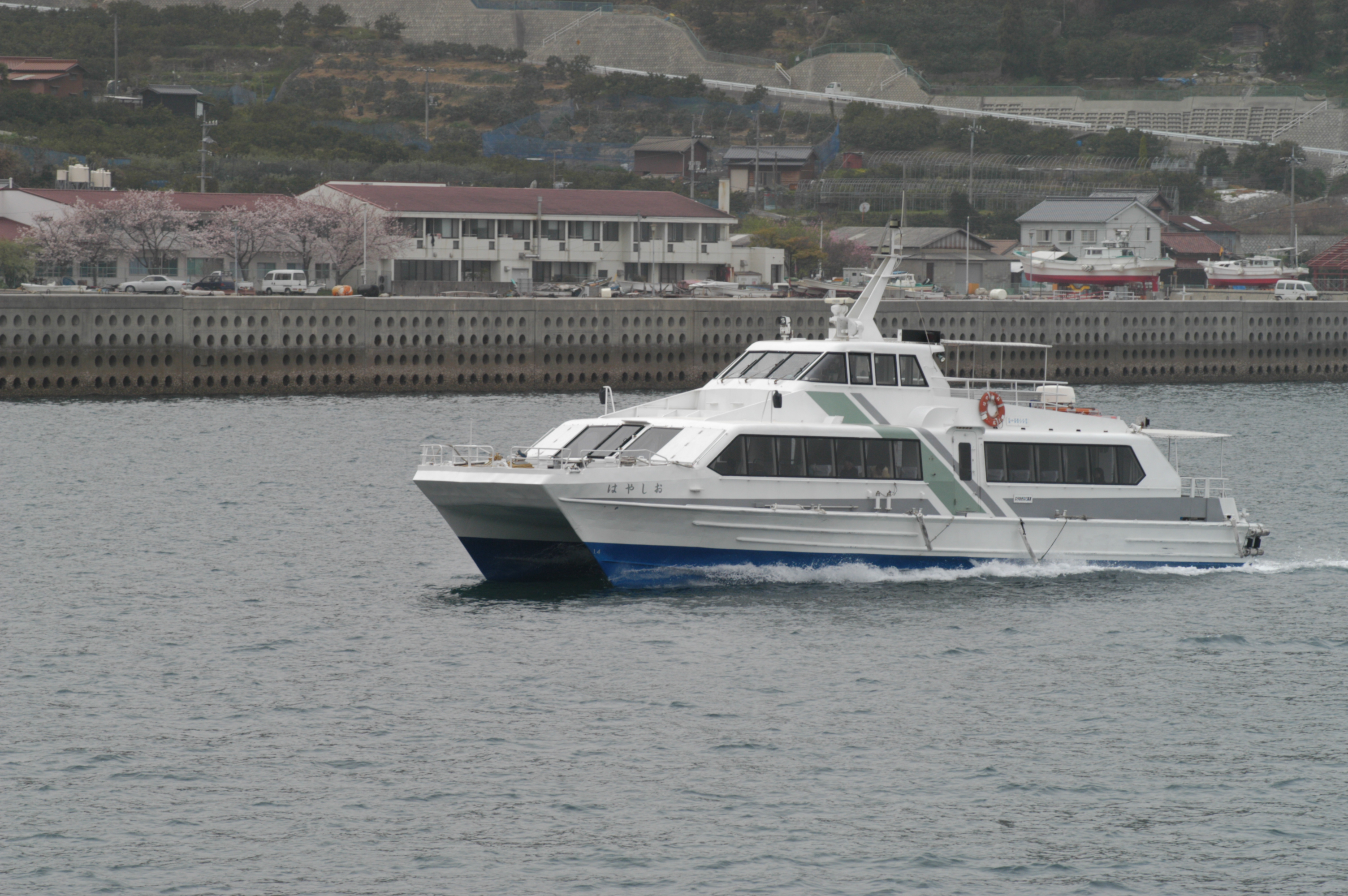
はやしお (豊島付近)
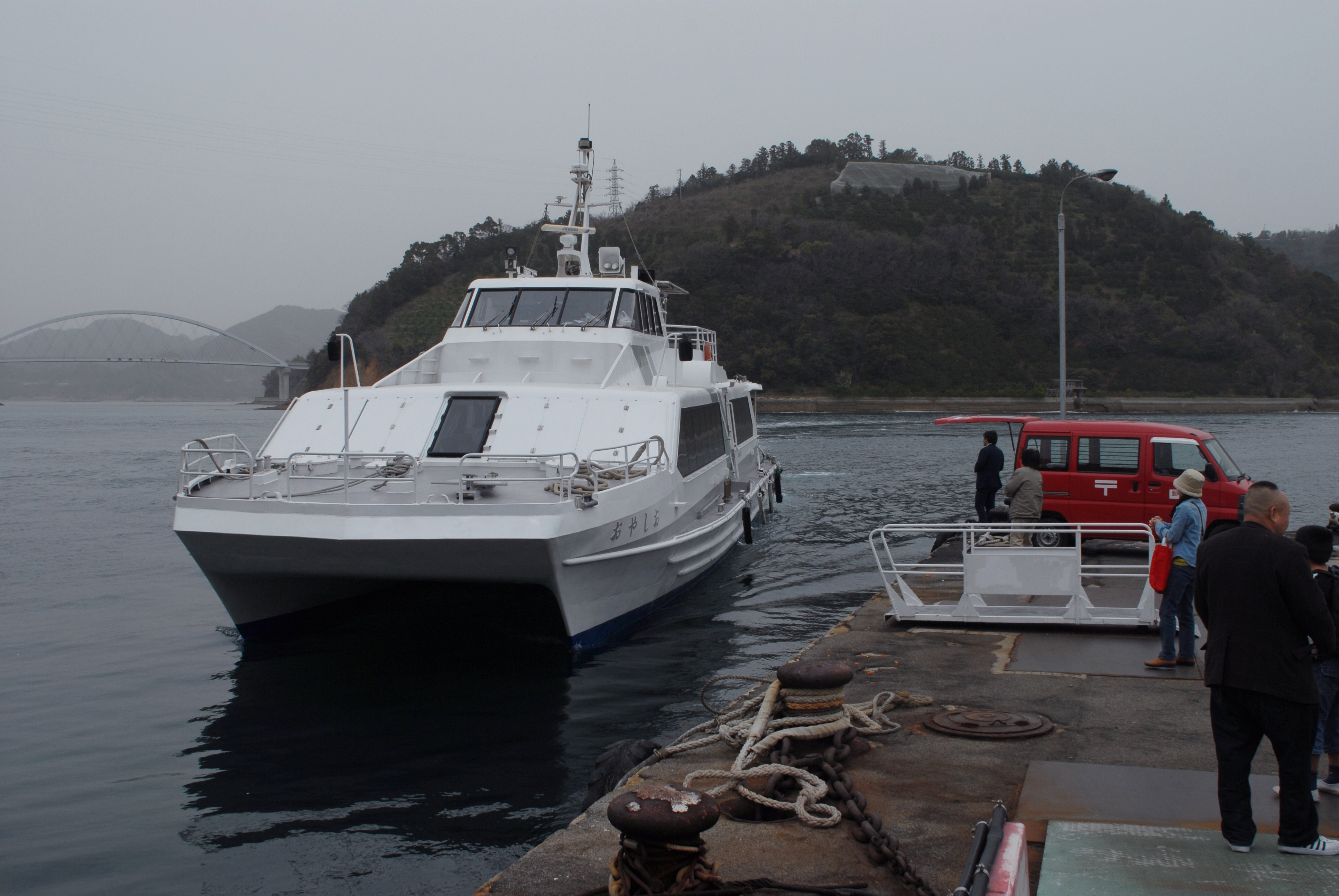
おやしお (大長港)

• 和加
1984年8月竣工、三保造船所建造
45総トン、登録長21.83 m、型幅4.70 m、型深さ2.25 m、ディーゼル2基、機関出力1,400 ps
航路開設時に就航、双胴船の投入以降は瀬戸内海汽船グループ内の各社で使用されている。
 • 瀬戸
1984年8月竣工、三保造船所建造
45総トン、登録長21.83 m、型幅4.70 m、型深さ2.25 m、ディーゼル2基、機関出力1,400 ps
「和加」の同型船。航路引退後は同様に瀬戸内海汽船グループで使用。
 • マリンエース
1978年11月竣工、三保造船所建造
63.49総トン、登録長19.23 m、型幅4.50 m、型深さ2.07 m、ディーゼル2基
瀬戸内海汽船所有、引退後、三原観光汽船に売船
 • うずしお
1991年3月竣工、三保造船所建造、双胴船
79総トン、登録長24.42 m、型幅6.80 m、型深さ2.30 m、ディーゼル2基、機関出力2,000 ps、航海速力25ノット、旅客定員155名
「はやしお」「おやしお」転配後は予備船となった。
 • わかしお
1993年8月竣工、三保造船所建造、双胴船
79総トン、登録長24.52 m、型幅6.80 m、型深さ2.30 m、ディーゼル2基、機関出力1,848 ps
1999年、能美町に売船、「ロイヤル千鳥」に改名。
 • はやしお
1991年10月竣工、三保造船所建造、双胴船
52総トン、登録長21.12 m、型幅6.30 m、型深さ2.01 m、ディーゼル2基
三原 - 今治航路から転配、航路廃止まで就航、2023年現在は瀬戸内シーラインで就航。
 • おやしお
1992年3月竣工、三保造船所建造、双胴船
52総トン、登録長21.12 m、型幅6.30 m、型深さ2.01 m、ディーゼル2基、航海速力25ノット、旅客定員90名
三原 - 今治航路から転配、航路廃止まで就航、2023年現在は瀬戸内シーラインで就航。
- うずしお (音戸の瀬戸)
- はやしお (豊島付近)
- おやしお (大長港)